# 경기도의 유형문화재 (제201호 ~ 제300호)
경기도의 유형문화재는 지방유형문화재 중에서 경기도에 있는 문화재를 의미한다.

## 지정 목록

### 제201호 ~ 제300호
| 번호  | 사진 | 명칭                                                                                              | 소재지                                               | 관리자 (단체)           | 지정일                                                            | 참조 |
| 201호 | .    | 광주극락사석조지장보살좌상 (廣州極樂寺石造地藏菩薩坐像)                                           | 경기 광주시                                          | 극락사                  | 2006년 6월 19일 지정                                              |      |
| 202호 |      | 안성운수암석조비로자나불좌상 (安城雲水庵石造 毘盧舍那佛坐像)                                      | 경기 안성시                                          | 운수암                  | 2006년 6월 19일 지정                                              |      |
| 203호 |      | 남양주흥국사성임당탑 (南楊州興國寺聖任堂塔)                                                       | 경기 남양주시                                        | 흥국사                  | 1985년 6월 28일 지정                                              |      |
| 204호 |      | 부천석왕사목조관음보살좌상 (富川釋王寺木造觀音菩薩坐像)                                           | 경기 부천시 원미동 29-30                             | 석왕사                  | 2007년 9월 3일 지정                                               |      |
| 205호 |      | 구리 아차산 삼층석탑 (九里 峨且山 三層石塔)                                                       | 경기 구리시 아천동 산54                              | 소유자                  | 2007년 9월 3일 지정                                               |      |
| 206호 |      | 양주 회암사 목조여래좌상 및 복장물 (楊州 檜巖寺 木造如來坐像 및 腹藏物)                           | 경기 양주시 회암동 산8-1번지                         | .                       | 2007년 9월 3일 지정                                               |      |
| 207호 |      | 동두천 광주정씨가소장고문서 (東豆川 光州鄭氏家所藏古文書)                                         | 경기 동두천시                                        | 정기호                  | 2007년 9월 3일 지정                                               |      |
| 208호 |      | 임방초상 (任埅肖像)                                                                               | 경기 용인시 기흥구 상갈동 85번지 경기도 박물관       | 경기도박물관            | 2009년 3월 10일 지정                                              |      |
| 209호 |      | 유순정초상 및 함 (柳順汀肖像 및 函)                                                               | 경기 용인시 기흥구 상갈동 85번지 경기도 박물관       | 경기도박물관            | 2009년 3월 10일 지정                                              |      |
| 210호 |      | 황성원초상 (黃性元肖像)                                                                           | 경기 용인시 기흥구 상갈동 85번지 경기도박물관        | 경기도박물관            | 2009년 3월 10일 지정                                              |      |
| 211호 |      | 황진초상 (黃進肖像)                                                                               | 경기 용인시 기흥구 상갈동 85 경기도박물관            | 경기도 박물관           | 2009년 3월 10일 지정                                              |      |
| 212호 |      | 화성용주사오층석탑 (華城龍珠寺 五層石塔)                                                          | 경기 화성시 용주로 136 (송산동)                      | 대한불교조계종용주사    | 2009년 3월 10일 지정                                              |      |
| 213호 |      | 안성칠장사대웅전목조석가삼존불좌상 (安城七長寺大雄殿木造釋迦三尊佛坐像)                           | 경기 안성시 죽산면 칠장리 764번지                    | 칠장사 주지             | 2009년 3월 11일 지정                                              |      |
| 214호 |      | 화성용주사대웅보전목조삼세불좌상 (華城龍珠寺大雄寶殿木造三世佛坐像)                               | 경기 화성시 용주로 136 (송산동)                      | 대한불교조계종용주사    | 2009년 3월 10일 지정                                              |      |
| 215호 |      | 불설장수멸죄호제동자다라니경 (佛說長壽滅罪護諸童子陀羅尼經)                                       | 경기 고양시 일산서구 탄현동 1477번지                 | 원각사(주지)            | 2009년 2월 9일 지정                                               |      |
| 216호 |      | 육경합부 (六經合部)                                                                               | 경기 고양시                                          | 원각사(주지)            | 2009년 2월 9일 지정                                               |      |
| 217호 |      | 조상경 (造像經)                                                                                   | 경기 고양시 일산서구 탄현동 1477번지                 | 원각사(주지)            | 2009년 2월 9일 지정                                               |      |
| 218호 |      | 조상경 (造像經)                                                                                   | 경기 남양주시 천마산로 115번길 13(호평통)            | 한국불교총화종          | 2009년 2월 9일 지정                                               |      |
| 219호 |      | 현수제승법수 (賢首諸乘法數)                                                                       | 경기 남양주시 천마산로115번길 13(호평동)             | 한국불교총화종          | 2009년 2월 9일 지정                                               |      |
| 220호 |      | 포천 동화사 목조불좌상 (抱川東和寺木造佛坐像)                                                     | 경기 포천시 이동면 장암리 476-2번지                  | 동화사(주지)            | 2009년 2월 9일 지정                                               |      |
| 221호 |      | 수원 청련암 영산회상도 (水原 靑蓮庵 靈山會上圖)                                                   | 경기 수원시 장안구 수일로 335(조원동 474-1번지)      | 청련암 주지             | 2009년 5월 21일 지정                                              |      |
| 222호 |      | 화성 용주사 목조감실 (華城龍珠寺 木造龕室)                                                        | 경기 화성시                                          | 용주사 주지             | 2009년 5월 21일 지정                                              |      |
| 223호 |      | 화성 용주사 지장전목조지장보살좌상과 시왕상일괄 (華城 龍珠寺 地藏殿木造地藏菩薩坐像과 十王像一括) | 경기 화성시 용주로 136(송산동)                       | 용주사 주지             | 2009년 5월 21일 지정                                              |      |
| 224호 |      | 광명 이원익 초상화 (光明 李元翼 肖像畵)                                                           | 경기 광명시 소하2동 1085-16 충현박물관               | 이승규                  | 2009년 6월 24일 지정                                              |      |
| 225호 |      | 화성 용주사 삼장보살도 (華城 龍珠寺 三臧菩薩圖)                                                   | 경기 화성시 용주로 136(송산동)                       | 용주사주지              | 2009년 6월 24일 지정                                              |      |
| 226호 |      | 화성 용주사 중종 (華城 龍珠寺 中鐘)                                                               | 경기 화성시 용주로 136(송산동)                       | 용주사주지              | 2009년 6월 24일 지정                                              |      |
| 227호 |      | 안성 칠장사 목조지장삼존상과 시왕상 일괄                                                          | 경기 안성시 죽산면 칠장리 764                        | 칠장사주지              | 2009년 6월 24일 지정                                              |      |
| 228호 |      | 계해사궤장연첩 (癸亥賜几杖宴貼)                                                                   | 경기 광명시 소하2동 1085-16 (충현박물관)             | 이승규                  | 2009년 10월 16일 지정                                             |      |
| 229호 |      | 이원익인조묘정배향교서 (李元翼仁祖廟廷配享敎書)                                                   | 경기 광명시 소하2동 1085-16 (충현박물관)             | 이승규                  | 2009년 10월 16일 지정                                             |      |
| 230호 |      | 이원익유서 (李元翼遺書)                                                                           | 경기 광명시 소하2동 1085-16 충현박물관               | 이승규                  | 2009년 10월 16일 지정                                             |      |
| 231호 |      | 이원익도망시 (李元翼悼亡詩)                                                                       | 경기 광명시 소하2동 1085-16 충현박물관               | 이승규                  | 2009년 10월 16일 지정                                             |      |
| 232호 |      | 이원익계자손서 (李元翼戒子孫書)                                                                   | 경기 광명시 소하2동 1085-16 충현박물관               | 이승규                  | 2009년 10월 16일 지정                                             |      |
| 233호 |      | 류상운초상 (柳尙運肖像)                                                                           | 경기 양평군 옥천면 용천리 148-41                     | 류민성                  | 2009년 10월 16일 지정                                             |      |
| 234호 |      | 광명 번역 징비록 (光明飜譯懲毖錄)                                                                 | 경기 광명시 소하2동 1085-16 (충현박물관)             | 이승규                  | 2010년 3월 23일 지정                                              |      |
| 235호 |      | 광명 이원익 친필유묵 (光明李元翼親筆遺墨)                                                         | 경기 광명시 소하2동 1085-16 (충현박물관)             | 이승규                  | 2010년 3월 23일 지정                                              |      |
| 236호 |      | 광명 이존도 유서 (光明 李存道遺書)                                                                | 경기 광명시 소하2동 1085-16 (충현박물관)             | 이승규                  | 2010년 3월 23일 지정                                              |      |
| 237호 |      | 화성 용주사 남무대성인로왕보살번 (華城龍珠寺 南無大聖引路王菩薩幡)                                | 경기 화성시 용주로 136(송산동)                       | 용주사 주지             | 2010년 3월 23일 지정                                              |      |
| 238호 |      | 안성 칠장사 범종 (安城七長寺梵鐘)                                                                 | 경기 안성시                                          | 칠장사 주지             | 2010년 3월 23일 지정                                              |      |
| 239호 |      | 안성 칠장사 대웅전영산회상도 (安城七長寺大雄殿靈山會上圖)                                         | 경기 안성시                                          | 칠장사 주지             | 2010년 3월 23일 지정                                              |      |
| 240호 |      | 고양 원각사 수륙무차 평등재의 촬요 (高陽元覺寺 水陸無遮平等齋儀撮要)                              | 경기 고양시 일산서구 탄현동 1477                     | 원각사 주지             | 2010년 3월 23일 지정                                              |      |
| 241호 |      | 고양 원각사 치문경훈 (高陽元覺寺緇門警訓)                                                         | 경기 고양시 일산서구 탄현동 1477                     | 원각사 주지             | 2010년 3월 23일 지정                                              |      |
| 242호 |      | 고양 원각사 달마대사관심론 (高陽元覺寺 達磨大師觀心論)                                            | 경기 고양시 일산서구 탄현동 1477                     | 원각사 주지             | 2010년 3월 23일 지정                                              |      |
| 243호 |      | 목우자수심결 (牧牛子修心訣)                                                                       | 경기 안양시 만안구 안양동 16-1번지                   | 지장사                  | 2010년 9월 8일 지정                                               |      |
| 244호 |      | 추사 김정희 서신 (秋史 金正喜 書信)                                                               | 경기 과천시 추사로 78(주암동) 추사박물관             | 과천시                  | 2010년 9월 8일 지정                                               |      |
| 245호 |      | 고려사절요(갑인자본) (高麗史節要)                                                                 | 경기 용인시 상갈동 85번지, 경기도박물관              | 경기도박물관            | 2010년 12월 8일 지정                                              |      |
| 246호 |      | 덕암사 목조보살좌상                                                                               | 경기 고양시 덕양구 북한동 515-1번지                  | 덕암사                  | 2010년 12월 8일 지정                                              |      |
| 247호 |      | 여주 고달사지 석조                                                                                | 경기 여주시 북내면 상교리 411-1번지                  | 여주시                  | 2010년 12월 8일 지정                                              |      |
| 248호 |      | 파주 보광사 목조보살입상                                                                          | 경기 파주시 광탄면 영장리 13번지                     | 대한불교 조계종 보광사  | 2010년 12월 8일 지정                                              |      |
| 249호 |      | 만력기축 사마방목 (萬曆己丑 司馬榜目)                                                             | 경기 성남시 분당구                                   | 박만춘                  | 2011년 3월 8일 지정                                               |      |
| 250호 |      | 박동량 호성공신교서 (朴東亮 扈聖功臣敎書)                                                         | 경기 성남시 분당구                                   | 박만춘                  | 2011년 3월 8일 지정                                               |      |
| 251호 |      | 류상운 약재집 초고본 (柳尙運 約齋集 草藁本)                                                       | 경기 양평군 옥천면                                   | 유민성                  | 2011년 3월 8일 지정                                               |      |
| 252호 |      | 남양주 흥국사 대웅보전 목조석가삼존불좌상 (南楊州 興國寺 大雄寶殿 木造釋迦三尊佛座像)             | 경기 남양주시 덕릉로1071번길 58(별내동)              | 대한불교조계종 흥국사   | 2011년 3월 8일 지정                                               |      |
| 253호 |      | 남양주 흥국사 목조지장보살삼존상 및 시왕상일괄 (南楊州 興國寺 木造地藏菩薩三尊像 및 十王像 一括)  | 경기 남양주시 덕릉로1071번길 58(별내동)              | 대한불교조계종 흥국사   | 2011년 3월 8일 지정                                               |      |
| 254호 |      | 남양주 흥국사 영산전 소조석가삼존불좌상 (南楊州 興國寺 靈山殿 塑造釋迦三尊佛坐像)                 | 경기 남양주시 덕릉로1071번길 58(별내동)              | 대한불교조계종 흥국사   | 2011년 3월 8일 지정, 2013년 2월 28일 해제, 보물 제1798호로 승격   |      |
| 255호 |      | 남양주 봉영사 아미타불도 (南楊州 奉永寺 阿彌陀佛圖)                                               | 경기 남양주시 진접읍 내각2로 84-77                   | 대한불교조계종 봉영사   | 2011년 5월 2일 지정                                               |      |
| 256호 |      | 남양주 봉영사 지장시왕도 (南楊州 奉永寺 地藏十王圖)                                               | 경기 남양주시 진접읍 내각2로 84-77                   | 대한불교조계종 봉영사   | 2011년 5월 2일 지정                                               |      |
| 257호 |      | 남양주 봉영사 신중도 (南楊州 奉永寺 神衆圖)                                                       | 경기 남양주시 진접읍 내각2로 84-77                   | 대한불교조계종 봉영사   | 2011년 5월 2일 지정                                               |      |
| 258호 |      | 남양주 봉영사 산신도 (南楊州 奉永寺 山神圖)                                                       | 경기 남양주시 진접읍 내각2로 84-77                   | 대한불교조계종 봉영사   | 2011년 5월 2일 지정                                               |      |
| 259호 |      | 고양시 길상사 육경합부 (六經合部)                                                                 | 경기 고양시 일산동구 식사로36번길 17 (식사동)        | 길상사                  | 2011년 10월 4일 지정                                              |      |
| 260호 |      | 고양시 길상사 묘법연화경 (妙法蓮華經)                                                             | 경기 고양시 일산동구 식사로36번길 17 (식사동)        | 길상사                  | 2011년 10월 4일 지정                                              |      |
| 261호 |      | 영가대사증도가남명천선사게송2책                                                                   | 경기 성남시 분당구 구미로185번길 30 (구미동, 대광사) | 대광사                  | 2011년 10월 4일 지정                                              |      |
| 262호 |      | 선종영가집언해권상1책                                                                             | 경기 성남시 분당구 구미로185번길 30 (구미동, 대광사) | 대광사                  | 2011년 10월 4일 지정                                              |      |
| 263호 |      | 경율이상1책권1-6                                                                                  | 경기 성남시 분당구 구미로185번길 30 (구미동, 대광사) | 대광사                  | 2011년 10월 4일 지정                                              |      |
| 264호 |      | 백자청화정부인영광정씨 묘지및 지석함                                                              | 경기 화성시 토화길 70 (향남읍)                       |                         | 2011년 10월 4일 지정                                              |      |
| 265호 |      | 고령신씨 북백공파 고문서 85건                                                                     | 경기 화성시 토화길 70 (향남읍)                       |                         | 2011년 10월 4일 지정                                              |      |
| 266호 |      | 부천 만불선원 상교정본자비도량참법권제5 (詳校正本慈悲道場懺法卷第五)                              | 경기 부천시 송내동 산84-1                            | 대한불교조계종 만불선원 | 2012년 3월 26일 지정, 2019년 1월 3일 해제, 보물 제1543-2호로 승격 |      |
| 267호 |      | 부천 만불선원 십지경론 이구지･난승지2책 (富川 卍佛禪院 十地經論 離垢地･難勝地 2冊)                | 경기 부천시 송내동 산84-1                            | 대한불교조계종 만불선원 | 2012년 3월 26일 지정                                              |      |
| 268호 |      | 부천 만불선원 화엄경언해38권39책 (富川 卍佛禪院 華嚴經諺解 38卷39冊)                              | 경기 부천시 송내동 산84-1                            | 대한불교조계종 만불선원 | 2012년 3월 26일 지정                                              |      |
| 269호 |      | 화성 용주사 전답양안2건 (華城 龍珠寺 田畓量案2件)                                                 | 경기 화성시 용주로 136(송산동)                       | 대한불교조계종 용주사   | 2012년 3월 26일 지정                                              |      |
| 270호 |      | 의정부 망월사 목조불삼존상 및 십육나한상 일괄 (議政府 望月寺 木造佛三尊像 및 十六羅漢像 一括)     | 경기 의정부시 호원동 413                             | 대한불교 조계종 망월사  | 2012년 6월 26일 지정                                              |      |
| 271호 |      | 의정부 망월사 목조불삼존상                                                                        | 경기 의정부시 호원동 413                             | 대한불교 조계종 망월사  | 2012년 6월 26일 지정                                              |      |
| 272호 |      | 의정부 망월사 괘불도(괘불함 및 복장낭 포함) (議政府 望月寺 掛佛圖(掛佛函 및 腹藏囊 包含))         | 경기 의정부시 호원동 413                             | 대한불교 조계종 망월사  | 2012년 7월 2일 지정                                               |      |
| 273호 |      | 의정부 망월사 건륭오십삼년명 동종 (議政府 望月寺 乾隆五十三年銘 銅鐘)                             | 경기 의정부시 호원동 413                             | 대한불교 조계종 망월사  | 2012년 6월 26일 지정                                              |      |
| 274호 |      | 의왕 청계사 신중도 (儀旺 淸溪寺 神衆圖)                                                           | 경기 의왕시 양지편1로 11(청계산)                     | 대한불교 조계종 청계사  | 2012년 6월 26일 지정                                              |      |
| 275호 |      | 김포 금정사 석조여래좌상 (金浦 金井寺 石造如來坐像)                                               | 경기 김포시 풍무동 669                               | 대한불교 조계종 금정사  | 2012년 6월 26일 지정                                              |      |
| 276호 |      | 의정부 망월사 간행 진언집 책판 관련 목판 4종 (議政府 望月寺 刊行 眞言集 冊版 및 關聯 木版 4種)    | 경기 의정부시                                        | 망월사                  | 2012년 10월 23일 지정                                             |      |
| 277호 |      | 여주 신륵사 건륭삼십팔년명 동종 (驪州 神勒寺 乾隆三十八年銘 銅鐘)                                 | 경기 여주시 천송동 신륵사길 73                       | 신륵사                  | 2013년 11월 12일 지정                                             |      |
| 278호 |      | 여주 신륵사 극락보전 삼장보살도 (驪州 神勒寺 極樂寶殿 三藏菩薩圖)                                 | 경기 여주시 천송동 신륵사길 73                       | 신륵사                  | 2013년 11월 12일 지정                                             |      |
| 279호 |      | 남양주 묘적사 팔각다층석탑 (南楊州 妙寂寺 八角多層石塔)                                           | 경기 남양주시 와부읍 월문리 222                      | 묘적사                  | 2013년 11월 12일 지정                                             |      |
| 280호 |      | 파주 용상사 석불좌상 (坡州 龍床寺 石佛坐像)                                                       | 경기 파주시 월롱면 덕은리 산137-1                    | 용상사                  | 2013년 11월 12일 지정                                             |      |
| 281호 |      | 법집 별행록 절요 병입사기 (法集 別行錄 節要 幷入私記)                                             | 경기 여주시 신단2길 132                              | 문제봉                  | 2014년 1월 24일 지정                                              |      |
| 282호 |      | 강희 21년명 장경사 동종 (康熙 二十一年銘 長慶寺 銅鐘)                                             | 경기 광주시 남한산성면 남한산성로 676                | 대한불교조계종 장경사   | 2014년 5월 9일 지정                                               |      |
| 283호 |      | 이상의 영정 (李尙毅 影幀)                                                                         | 경기 안산시상록구성호로131(안산성호기념관)           | 안산시(성호기념관)      | 2014년 5월 9일 지정                                               |      |
| 284호 |      | 고양 원각사 신중도 (高揚 圓覺寺 神衆圖)                                                           | 경기 고양시 일산동구 동국로 137-48                   | 대한불교조계종 원각사   | 2014년 5월 9일 지정                                               |      |
| 285호 |      | 대방광불화엄경 권62 (大方廣佛華嚴經 卷62)                                                         | 경기 고양시 일산동구 동국로 137-48                   | 대한불교조계종 원각사   | 2014년 5월 9일 지정                                               |      |
| 286호 |      | 대방광원각수다라요의경(언해) 1-1, 1-2, 2-1, 2-2 (大方廣圓覺修多羅了義經(諺解) 1-1, 1-2, 2-1, 2-2) | 경기 고양시 일산동구 동국로 137-48                   | 대한불교조계종 원각사   | 2014년 5월 9일 지정                                               |      |
| 287호 |      | 대방광원각수다라요의경 권1 (大方廣圓覺脩多羅了義經 卷1)                                           | 경기 고양시 일산동구 동국로 137-48                   | 대한불교조계종 원각사   | 2014년 5월 9일 지정                                               |      |
| 288호 |      | 의왕 청계사 청계사사적기비 (義王 淸溪寺 淸溪寺事蹟記碑)                                           | 경기 의왕시 청계동 12                                | 대한불교조계종 청계사   | 2014년 5월 9일 지정                                               |      |
| 289호 |      | 남양주 흥국사 영산전 (南楊州 興國寺 靈山殿)                                                       | 경기 남양주시 덕릉로 1071번길 58                     | 대한불교조계종 흥국사   | 2014년 5월 9일 지정                                               |      |
| 290호 |      | 안성 봉덕사 목조여래좌상 (安城 鳳德寺 木造如來坐像)                                               | 경기 안성시 월덕천길 44-19 봉덕사                    | 안성시 봉덕사           | 2014년 7월 8일 지정                                               |      |
| 291호 |      | 김후 영정 및 영정함, 호수․호수함 일괄 (金㷞 影幀 및 影幀函, 虎鬚·虎鬚函 一括)                     | 경기 수원시 팔달구 창룡문길 7, 수원화성박물관        | 수원시장                | 2014년 7월 8일 지정                                               |      |
| 292호 |      | 홍재전서 (弘齋全書)                                                                               | 경기 수원시 팔달구 창룡문길 7, 수원화성박물관        | 수원시장                | 2014년 7월 8일 지정                                               |      |
| 293호 |      | 김우형 서첩 기오재희묵 (金宇亨 書帖 寄傲齋 戲墨)                                                  | 경기 수원시 영통구 창룡대로 265 수원박물관           | 수원시장                | 2014년 7월 8일 지정                                               |      |
| 294호 |      | 윤증 서첩 유봉 필첩 (尹拯 書帖 酉峯 筆帖)                                                         | 경기 수원시 영통구 창룡대로 265 수원박물관           | 수원시장                | 2014년 7월 8일 지정                                               |      |
| 295호 |      | 파주 검단사 아미타불회도 (坡州 黔丹寺 阿彌陀佛會圖)                                               | 경기 파주시 탄현면 필승로 292-33                     | 검단사                  | 2014년 8월 29일 지정                                              |      |
| 296호 | .    | 고양 흥국사 영산회상도 (高陽 興國寺 靈山會上圖)                                                   | 경기 고양시 덕양구 흥국사길 82                       | 흥국사                  | 2014년 8월 29일 지정                                              |      |
| 297호 |      | 조돈영서 (趙暾令書)                                                                               | 경기 수원시 팔달구 창룡대로21 수원화성박물관         | 수원시장                | 2014년 8월 29일 지정                                              |      |
| 298호 |      | 정조 어필 비망기 (正祖 御筆 備忘記)                                                               | 경기 수원시 팔달구 창룡대로21 수원화성박물관         | 수원시장                | 2014년 8월 29일 지정                                              |      |
| 299호 |      | 정조사 조심태어찰첩 (正祖사 趙心泰 御札帖)                                                        | 경기 수원시 팔달구 창룡대로21 수원화성박물관         | 수원시장                | 2014년 8월 29일 지정                                              |      |
| 300호 |      | 정조사 박종보 어찰첩 (正祖사 朴宗輔 御札帖)                                                       | 경기 수원시 팔달구 창룡대로21 수원화성박물관         | 수원시장                | 2014년 8월 29일 지정                                              |      |